# Wilhelm Schmid (Mathematiker)
Wilhelm Schmid (* 21. Dezember 1888 in Proßnitz in Mähren, Österreich-Ungarn; † 31. März 1963 in Dresden) war ein österreichisch-deutscher Mathematiker und Hochschullehrer.

## Leben
Wilhelm Adalbert Paul Maria Schmid wurde 1888 im mährischen Proßnitz als Sohn des Schulleiters der örtlichen Bürgerschule Wilhelm Schmid und dessen Frau Marie geboren. Im Jahre 1906 machte er seinen Schulabschluss und begann ein Studium der Mathematik an der Deutschen Technischen Hochschule Brünn und der Universität Wien. Sein Diplom erlangte er 1910 an der TH Brünn und machte die Prüfung für das höhere Lehramt 1912 in Wien. Im Jahre 1914 absolvierte er noch die Erste Staatsprüfung für Bauingenieure an der TH Brünn, wurde aber bereits Anfang August in das österreichisch-ungarische Heer eingezogen. Er kämpfte im Ersten Weltkrieg an der Ostfront und geriet in russische Kriegsgefangenschaft. Erst 1921 kehrte Schmid aus Sibirien wieder und wurde Bürger der neu entstandenen Tschechoslowakischen Republik.
Zurück an der TH Brünn promovierte Schmid 1924 bei Lothar Schrutka von Rechtenstamm mit der Dissertation Zur Systematik der Dreistabgetriebe, einer rein mathematisch-geometrischen Analyse viergelenkiger Koppelgetriebe, früher auch Dreistabgetriebe genannt.
Schmid habilitierte sich 1938 mit der Habilitationsschrift Über eine Zyklographie {\displaystyle Z_{4}}, die aus einem hirstschen quadratischen Komplexe abgeleitet ist und wurde Privatdozent. Von Oktober 1938 bis März 1939 erfolgte die Zerschlagung der Tschechoslowakei und die TH Brünn gehörte nunmehr zum neuerrichteten Protektorat Böhmen und Mähren. Schmid beantragte am 14. Juni 1939 die Aufnahme in die NSDAP und wurde rückwirkend zum 1. April desselben Jahres aufgenommen (Mitgliedsnummer 7.066.175).
Als 1941 Walther Ludwig emeritiert wurde, erhielt Wilhelm Schmid einen Ruf als dessen Nachfolger und wurde Professor an der Technischen Hochschule Dresden.
Nach Ende des Zweiten Weltkrieges verlor Schmid aufgrund seiner NSDAP-Mitgliedschaft den Dresdner Lehrstuhl, lehrte aber von 1946 bis 1950 an der Arbeiter-und-Bauern-Fakultät der TH Dresden. Nach der 1949 erfolgten Gründung der DDR wurde Schmid im Jahre 1950 Hochschullehrer an der Bergakademie Freiberg, bis er 1957 in den Ruhestand ging.

## Schaffen
Wilhelm Schmid spezialisierte sich auf die Geometrie und ihre Anwendungen. Insbesondere befasste sich Schmid mit der darstellenden Geometrie und der projektiven Geometrie und untersuchte die Schnittpunkte mit der technischen und dynamischen Mechanik.

## Auszeichnungen
- Medaille für ausgezeichnete Leistungen, 1958

## Veröffentlichungen
- Zur Systematik der Dreistabgetriebe, Dissertation, TH Brünn, 1924.
- Darstellung binärer Formen durch Paraboloide, Monatshefte für Mathematik und Physik 35, 1928.
- Imaginärgeometrie und die Residuen Cauchys, Monatshefte für Mathematik und Physik 38, S. 167–172, 1931.
- Über eine Zyklographie {\displaystyle Z_{4}}, die aus einem hirstschen quadratischen Komplexe abgeleitet ist, Sitzungsberichte der Akademie der Wissenschaften Wien, Mathematisch-naturwissenschaftliche Klasse, 1933. Später als Habilitationsschrift verwendet.
- Über Kegelschnitt-Dreiecksnetze, die sich mittels der Römerfläche Steiners ableiten lassen, Monatshefte für Mathematik und Physik 45, 1936.
- Über Dreiecksnetze aus Berührungskegelschnitten einer ebenen Kurve vierter Ordnung, Monatshefte für Mathematik und Physik 47, 1938.
- Über die Koppelkurve des Schubkurbelgetriebes, Zeitschrift für Angewandte Mathematik und Mechanik 30, 1950.
- Julius Weisbach als Mathematiker, Freiberger Forschungshefte, 1956.
- Graphisches Rechnen und Nomographie, zus. mit. Alfred Haendel, Wolfgang Schöne, Verlag Bergakademie Freiberg, 1957.
- Zur Synthese des Dreistabgetriebes, 1960.